# Winston Churchill
Sir Winston Leonard Spencer Churchill (Palača Blenheim, Woodstock, Oxfordshire, 30. studenoga 1874. – London, 24. siječnja 1965.) bio je britanski državnik, vojnik i pisac koji je služio kao premijer Ujedinjenog Kraljevstva od 1940. do 1945., tijekom Drugog svjetskog rata, te ponovno od 1951. do 1955. Osim dvije godine između 1922. i 1924., bio je član parlamenta (MP) od 1900. do 1964. i predstavljao je ukupno pet izbornih jedinica. Ideološki ekonomski liberal i imperijalist, veći dio svoje karijere bio je član Konzervativne stranke, koju je vodio od 1940. do 1955. godine.
Općenito smatran jednom od najznačajnijih osoba 20. stoljeća, Churchill je i dalje popularan u Ujedinjenom Kraljevstvu i zapadnom svijetu, gdje se na njega gleda kao na pobjedničkog ratnog vođu koji je odigrao važnu ulogu u obrani europske liberalne demokracije od širenja fašizma. Hvaljen je i kao društveni reformator. Međutim, bio je kritiziran zbog nekih ratnih događaja, ali i zbog svojih imperijalističkih stavova. Kao pisac, Churchill je 1953. godine dobio Nobelovu nagradu za književnost za svoj povijesni i biografski rad. Bio je i slikar.

## Životopis
Sir Winston Leonard Spencer Churchill rođen je 30. studenog 1874. godine u palači Blenheim u Woodstocku, grofovija Oxfordshire. Godine 1895. završio je Kraljevsku vojnu akademiju, The Royal Military College (RMC), u Sandhurstu, grofovija Berkshire. Kao časnik britanske vojske borio se 1897. – 1898. protiv ustanika na sjeverozapadu Indije, a 1898. pod britanskim feldmaršalom Kitchenerom, u bici kod Omdurmana (Sudan). Naredne godine napušta vojsku i neuspješno se kandidra kao član Konzervativne stranke za zastupnika u britanskom parlamentu.
 
Kao ratni dopisnik za Morning Posta pod uredništvom Jamesa Nicola Dunna sudjelovao je u burskom ratu. U listopadu 1898.  otputovao je u zonu sukoba u blizini Ladysmitha, koju su tada opsjedale burske trupe. Nakon što je njegov vlak iskočio iz tračnica usljed granatiranja burskog topništva biva zarobljen te je kao ratni zarobljenik interniran u logor za burske zarobljenike u Pretoriji. U prosincu Churchill uspijeva pobjeći iz zatvora a izbjegao je otmičarima tako što se sklonio u vagonu teretnog vlaka da bi na kraju stigao na sigurno, u Portugalsku Istočnu Afriku (povijesno ime za Mozambik). Njegov bijeg izazvao je veliki publicitet pa je svojim podvizima i dopisima s bojišta stekao veliku popularnost na osnovu koje je 1900. izabran za zastupnika Donjeg doma. Četiri godine kasnije priključio se Liberalnoj stranci. U periodu od 1905. – 1908. obnašao je dužnost državnog podtajnika za kolonije, a u razdoblju 1908. – 1909. bio je ministar trgovine. No, iste godine preuzima dužnost ministra unutarnjih poslova i na njoj ostaje sve do 1911. godine. Od tada pa sve do 1915. obnašao je funkciju Prvog lorda Admiraliteta. Nakon neuspjele galipoljske bitke odlazi na Zapadni front kao zapovjednik bojne. Dvije godine kasnije, 1917. ponovo preuzima ministarsku dužnost kao ministar za streljivo. Već naredne godine (1918.) postaje ministar rata i zrakoplovstva. Na tom mjestu ostaje sve do 1921. godine. Od tada pa do 1922. ministar je kolonija.
U vrijeme Oktobarske revolucije uporni je zagovornik intervencije protiv Sovjetske Rusije i jedan od glavnih organizatora intervencije. Neuspjeh i visoka cijena tog eksperimenta potakli su Lloyd Georgea da ga premjesti na čelo ministarstva kolonija (1921. – 1922.). Godine 1924. iz Liberalne stranke prelazi u Konzervativnu stranku i iste godine postaje ministar financija. Na toj dužnosti ostaje sve do 1929. godine. Po dolasku Hitlera na vlast u Njemačkoj Churchill opominje Britaniju i poziva je da se što prije i što jače naoruža. Oštro osuđuje vladinu politiku popuštanja Hitleru, a Münchenski sporazum naziva porazom bez rata. Zalagao se za beskompromisni stav spram Hitlera kao jedini način na koji ga se može obuzdati. Nakon što je Britanija objavila rat Njemačkoj (3. rujna 1939.) ulazi u Chamberlainovu vladu kao Prvi lord Admiraliteta, First Lord of the Admiralty. U najtežim danima za Britaniju - nakon Savezničkog sloma u Norveškoj (10. svibnja 1940.) i poslije pada Francuske postao je predsjednik britanske vlade i vođa Konzervativne stranke. U sudbonosnim trenucima kada je Velika Britanija sama stajala nasuprot nacističkoj Njemačkoj Churchillove riječi zadivile su čitav svijet: 
"... Nikada nećemo malaksati ni popustiti. Ići ćemo do kraja ma kakva cijena bila; borit ćemo se na plažama; borit ćemo se na poljima i na ulicama; borit ćemo se u brdima; nikada se nećemo predati."
Tada je proklamirao i svoju parolu: Svaki čovjek i svaka država koji idu s Hitlerom naši su neprijatelji, i već 22. lipnja 1941. nudi savez napadnutom SSSR-u. 
U skladu sa svojim gledištem da rat vode državnici i političari, a ne vojnici, bio je tvorac mnogih strateških poduhvata u 2. svjetskom ratu. Za vrijeme rata blisko je surađivao s američkim predsjednikom Rooseveltom s kojim je potpisao Atlantsku povelju (začetak Ujedinjenih naroda) i Zakon o zajmu i najmu, (engl. Lend-Lease (Public Law 77-11)) zahvaljujući kojem su Britanci primali američku vojnu pomoć. Na parlamentarnim izborima 1945. pobjedu odnosi Laburistička stranka. Ali na izborima 1951. laburisti gube vlast i u listopadu iste godine Konzervatinva stranka ponovo preuzima vlast. Godine 1953. Churchill dobiva Nobelovu nagradu za književnost, a u travnju 1955. povlači se i mjesto ustupa najbližem suradniku Anthonyju Robertu Edenu.

## Citati
O željeznoj zavjesi:

Od Szczecina na Baltiku do Trsta na Jadranu, željezna zavjesa spustila se preko kontinenta. Iza te crte leže svi glavni gradovi starih država srednje i istočne Europe. Varšava, Berlin, Prag, Beč, Budimpešta, Beograd, Bukurešt i Sofija; svi ti poznati gradovi i stanovništvo oko njih leže u onome što moram nazvati sovjetskom sferom, i svi su podložni, u ovom ili onom obliku, ne samo sovjetskom utjecaju, već i vrlo visokoj i u nekim slučajevima sve većoj mjeri kontrole iz Moskve.

O socijalizmu:

Urođena mana kapitalizma je nejednaka raspodjela bogatstva; urođena vrlina socijalizma je jednaka raspodjela oskudice.

## Djela
- Lord Randolf Churchill
- Moje afričko putovanje
- Liberalizam i socijalni problem
- Povijest svjetskog rata
- Marlboro, njegov život i doba
- Korak po korak
- U borbu
- Neumoljiva borba
- Početak kraja
- Memoari iz 2. svjetskog rata
- Svjetska kriza (The World Crisis, pisano 1923. – 1929.)
- Drugi svjetski rat (The Second World War, pisano 1948. – 1953.)
- Povijest naroda engleskog govornog područja (A History of the English-speaking Peoples, pisano 1956. – 1958.)